# Kinema Junpo
Kinema Junpo (キネマ旬報, Kinema Junpō), més conegut com Kinejun (キネ旬), és la revista cinematogràfica més antiga del Japó i va començar a publicar-se el juliol de 1919. Es va publicar per primera vegada tres cops al mes, utilitzant el sistema Jun (temporada) de dividir els mesos en tres parts, però el Kinema Junpō de postguerra s'ha publicat dos cops al mes.
La revista va ser fundada per un grup de quatre estudiants, inclòs Saburō Tanaka, a l'Institut de Tecnologia de Tòquio (l'escola tècnica de Tòquio en aquell moment). En aquell primer mes es va publicar En aquell primer mes es va publicar tres vegades en dies amb un "1". Aquests tres primers números es van imprimir en paper d'art i tenien quatre pàgines cadascun. Kinejun es va especialitzar inicialment a cobrir pel·lícules estrangeres, en part perquè els seus escriptors van fer costat als principis del Moviment del cinema pur i va criticar durament el cinema japonès. Més tard va ampliar la cobertura a les pel·lícules estrenades al Japó. Tot i que durant molt de temps va posar èmfasi en la crítica cinematogràfica, també ha servit com a revista comercial, informant sobre la indústria cinematogràfica al Japó i anunciant noves pel·lícules i tendències.
Després que el seu edifici fos destruït al Gran terratrèmol de Kantō el setembre de 1923, les oficines de Kinejun es van traslladar a la ciutat d'Ashiya a l'Àrea de Hanshin del Japó, tot i que les oficines principals són ara de tornada a Tòquio.
Els premis Kinema Junpo van començar l'any 1926, i la seva llista dels 10 millors es considera emblemàtica i prestigiosa.

## Kinema Junpo Top 10

### Millor pel·lícules japoneses de tots els temps (llista de 2009)
| #  | Pel·lícula                              | Any  |
| -- | --------------------------------------- | ---- |
| 1  | Tokyo monogatari                        | 1953 |
| 2  | Els set samurais                        | 1954 |
| 3  | Ukigumo                                 | 1955 |
| 4  | Bakumatsu taiyōden                      | 1957 |
| 5  | Jingi Naki Tatakai                      | 1973 |
| 6  | Twenty-Four Eyes                        | 1954 |
| 7  | Rashōmon                                | 1950 |
| 8  | Tange Sazen Yowa: Hyakuman Ryō no Tsubo | 1935 |
| 9  | Taiyō o Nusunda Otoko                   | 1979 |
| 10 | Kazoku Gēmu                             | 1983 |

### Millors pel·lícules no japoneses de tots els temps (llista de 2009)
| #  | Pel·lícula                   | Any  |
| -- | ---------------------------- | ---- |
| 1  | El Padrí                     | 1972 |
| 2  | West Side Story              | 1961 |
| 2  | Taxi Driver                  | 1976 |
| 4  | El tercer home               | 1949 |
| 5  | Al final de l'escapada       | 1960 |
| 5  | Grup salvatge                | 1969 |
| 7  | 2001: una odissea de l'espai | 1968 |
| 8  | Vacances a Roma              | 1953 |
| 8  | Blade Runner                 | 1982 |
| 10 | Stagecoach                   | 1939 |
| 10 | Les Enfants du paradis       | 1945 |
| 10 | La strada                    | 1954 |
| 10 | Vertigen (D'entre els morts) | 1958 |
| 10 | Lawrence d'Aràbia            | 1962 |
| 10 | El conformista               | 1970 |
| 10 | Apocalypse Now               | 1979 |
| 10 | El sur                       | 1983 |
| 10 | Gran Torino                  | 2008 |

### Millors pel·lícules d'animació japoneses de tots els temps (llista de 2009)
| #  | Pel·lícula                           | Any  |
| -- | ------------------------------------ | ---- |
| 1  | El castell de Cagliostro             | 1979 |
| 2  | Nausicaä de la Vall del Vent         | 1984 |
| 3  | El meu veí Totoro                    | 1988 |
| 4  | Shin Chan: Els adults contraataquen! | 2001 |
| 5  | Akira                                | 1988 |
| 6  | El gat amb botes                     | 1969 |
| 7  | Hakuja den                           | 1958 |
| 7  | Taiyô no ôji: Horusu no daibôken     | 1968 |
| 7  | Urusei Yatsura 2: Byûtifuru dorîmâ   | 1984 |
| 10 | El castell al cel                    | 1986 |
| 10 | La tomba de les lluernes             | 1988 |
| 10 | Kappa no Kû to natsuyasumi           | 2007 |
| 10 | Summer Wars                          | 2009 |

### Millors pel·lícules d'animació no japoneses de tots els temps (llista de 2009)
| #  | Pel·lícules                     | Any  |
| -- | ------------------------------- | ---- |
| 1  | Fantasia                        | 1940 |
| 2  | Malson abans de Nadal           | 1993 |
| 3  | Snow White and the Seven Dwarfs | 1937 |
| 4  | Le Roi et l'Oiseau              | 1980 |
| 5  | Iojik v tumane                  | 1975 |
| 6  | Mr. Bug Goes to Town            | 1941 |
| 7  | Toy Story                       | 1995 |
| 8  | Up                              | 2009 |
| 8  | L'Homme qui plantait des arbres | 1987 |
| 10 | The Iron Giant                  | 1999 |
| 10 | The Wrong Trousers              | 1993 |

### Estrella de cinema i director del segle XX

#### Japonès
| #  | Actor                           | #   | Actriu                      | #   | Director                      |
| -- | ------------------------------- | --- | --------------------------- | --- | ----------------------------- |
| 1. | Toshiro Mifune (1920-1997)      | 1.  | Setsuko Hara (1920-2015)    | 1.  | Akira Kurosawa (1910-1998)    |
| 2. | Yujiro Ishihara (1934-1987)     | 2.  | Sayuri Yoshinaga (1945-)    | 2.  | Yasujirō Ozu (1903-1963)      |
| 3. | Masayuki Mori (1911-1973)       | 3.  | Machiko Kyō (1924-2019)     | 3.  | Kenji Mizoguchi (1898-1956)   |
| 4. | Ken Takakura (1931-2014)        | 4.  | Hideko Takamine (1924-2010) | 4.  | Keisuke Kinoshita (1912-1998) |
| 5. | Chishū Ryū (1904-1993)          | 5.  | Kinuyo Tanaka (1909-1977)   | 5.  | Mikio Naruse (1905-1969)      |
| 6. | Ichikawa Raizō VIII (1931-1969) | 6.  | Isuzu Yamada (1917-2012)    | 6.  | Yoji Yamada (1931-)           |
| 7. | Tsumasaburō Bandō (1901-1953)   | 7.  | Masako Natsume (1957-1985)  | 7.  | Kinji Fukasaku (1930-2003)    |
| 7. | Shintaro Katsu (1931-1997)      | 8.  | Keiko Kishi (1932-)         | 7.  | Kon Ichikawa (1915-2008)      |
| 9. | Kiyoshi Atsumi (1928-1996)      | 8.  | Ayako Wakao (1933-)         | 7.  | Nagisa Oshima (1932-2013)     |
| 9. | Hisaya Morishige (1913-2009)    | 10. | Sumiko Fuji (1945-)         | 7.  | Tomu Uchida (1898-1970)       |
| 9. | Yorozuya Kinnosuke (1932-1997)  | 10. | Shima Iwashita(1941-)       | 11. | Hayao Miyazaki(1941-)         |

#### Estranger
| #  | Actor                       | #  | Actriu                       | #   | Director                     |
| -- | --------------------------- | -- | ---------------------------- | --- | ---------------------------- |
| 1. | Gary Cooper (1901–1961)     | 1. | Audrey Hepburn (1929–1993)   | 1.  | Alfred Hitchcock (1899–1980) |
| 2. | Charlie Chaplin (1889–1977) | 2. | Marilyn Monroe (1926–1962)   | 2.  | Federico Fellini (1920–1993) |
| 2. | John Wayne (1907–1979)      | 3. | Ingrid Bergman (1915–1982)   | 3.  | John Ford (1894–1973)        |
| 4. | Marlon Brando (1924–2004)   | 4. | Vivien Leigh (1913–1967)     | 4.  | Charlie Chaplin (1889–1977)  |
| 4. | Alain Delon (1935-)         | 5. | Marlene Dietrich (1901–1992) | 4.  | Jean-Luc Godard (1930-)      |
| 4. | Jean Gabin (1904–1976)      | 6. | Grace Kelly (1929–1982)      | 4.  | Steven Spielberg (1946-)     |
| 7. | Humphrey Bogart (1899–1957) | 7. | Françoise Arnoul (1931–2021) | 4.  | Billy Wilder (1906–2002)     |
| 7. | Steve McQueen (1930–1980)   | 7. | Bette Davis (1908–1989)      | 8.  | Luchino Visconti (1906–1976) |
| 9. | Sean Connery (1930–2020)    | 7. | Jodie Foster (1962-)         | 9.  | Stanley Kubrick (1928–1999)  |
| 9. | Paul Newman (1925–2008)     | 7. | Greta Garbo (1905–1990)      | 10. | Luis Buñuel (1900–1983)      |
|    |                             | 7. | Anna Karina (1940–2019)      |     |                              |
|    |                             | 7. | Jeanne Moreau (1928–2017)    |     |                              |
|    |                             | 7. | Romy Schneider (1938–1982)   |     |                              |
|    |                             | 7. | Elizabeth Taylor (1932–2011) |     |                              |

## Categories de premis anuals
Hi ha deu categories de premis:
- Millor pel·lícula
- Millor director
- Millor pel·lícula estrangera
- Millor director estranger
- Millor actor
- Millor actriu
- Millor actor secundari
- Millor actriu secundària
- Millor actor novell
- Millor actriu revelació